# Rakim & Ken-Y
José Nieves (R.K.M) e Kenny Vázquez (Ken-Y), ambos naturais de Gurabo, Porto Rico, é uma nomeada dupla de reggaeton.

## Início da Carreira
A dupla começou sua carreira musical na escola. RKM (anteriormente conhecido como "Rakim", mas mudou para evitar confusão com o conhecido astro do Hip-Hop Rakim ) foi inspirado pela recente explosão do gênero reggaeton na década de 90. Ele encorajou Ken-Y para se juntar a ele para formar um duo. Mais tarde, iriam se apresentar em festas de aniversário e eventos públicos.
Logo a dupla passou a gravar suas músicas. Nicky Jam deu a dupla a chance de fazer uma aparição em seu álbum, Vida Escante . RKM & Ken-Y foram apresentados em "Pasado" e "Me Estoy Muriendo". Os dois singles foram sucessos instantâneos  em toda a América Latina. Eles também ganharam o prémio The Draft, um concurso para o artista latino próximo. Eles ganharam o prêmio de melhor grupo latino de reggae em 2007.

## Carreira Profissional
O sucesso chamou a atenção de gravadora Pina, magnatas do reggaeton. Eles rapidamente assinaram com a gravadora e um ano depois lançaram "Masterpiece" . O álbum foi indicado ao Premio Lo Nuestro de 2007.  O seu primeiro hit foi "Down", alcançando #1 na Billboard Hot Latin Songs chart em 2006. O álbum também gerou quatro singles, vídeos de música, e muitos prémios. Embora o álbum tenha ganhou disco de platina, vendeu cerca de 600.000 cópias. O duo logo após fez uma turnê por todo o mundo. Eles lançaram suas músicas executadas em turnê em um álbum intitulado " Masterpiece: World Tour (Sold Out) ". Eles também lançaram uma versão especial do álbum intitulado "Edição Comemorativa Masterpiece" . Seu álbum de estúdio, The Royalty , foi lançado 09 de setembro de 2008. O primeiro single do álbum foi "Mis Días Sin Ti". , Grafia Pina anuncia o retorno de RKM & Ken-Y 15 fevereiro de 2008. A data na verdade era de um concerto que detinham no Choliseo em San Juan, Porto Rico. A manchete do concerto, era: "romântico en el Choliseo". Artistas do reggaeton como Wisin & Yandel , Tito El Bambino , Nicky Jam , Moz Rene e Arcangel estavam presentes. Outros artistas como N'Klabe , e Karis também estavam presentes.
Desde seu álbum de estréia, RKM & Ken-Y passaram a convidar algumas estrelas para participarem em muitas das canções. Eles têm trabalhado com artistas como Cruzito , Don Omar , Daddy Yankee , José Feliciano , Pitbull , Hector "El Father" , David Bisbal , Ivy Queen , Chino y Nacho, Hector "El Torito", Plan B, Tony Dize, Zion y Lennox.

## Vida Pessoal
Em 16 de janeiro de 2009 RKM casou-se com Gladys Morales em Caguas, Porto Rico. Enquanto Ken-Y permanece solteiro. RKM tem dois filhos homens, e Ken-Y tem duas filhas mulheres; Eles continuam morando em Porto Rico.

## Mixtape
- Esperando El Momento (2005)

## Álbuns de Estúdio
- Masterpiece (2006)
- The Royalty/La Realeza (2008)
- Forever (2011)

## Compilação/Álbuns ao Vivo
- Masterpiece: World Tour (Sold Out) (2006)
- Masterpiece: Commemorative Edition (2007)
- Romantico 360°: Live From Puerto Rico (2009)
- The Last Chapter (2010)

## Singles
- Down
- Me Matas
- Igual Que Ayer
- Down (Remix) (Ft. Hector "El Father")
- Oh Oh, ¿Porqué Te Están Velando?
- Llorarás
- Mis Días Sin Ti
- Te Regalo Amores
- Tuve Un Sueño (Ft. Plan B)
- Vicio Del Pecado (Featuring Hector "El Torito" Acosta)
- Te Amé En Mis Sueños
- Por Amor A Ti
- Quedate Junto A Mi
- Más
- Mi Corazón Esta Muerto
- Cuando Te Enamores

## Colaborações
- 2004: Pasado (Nicky Jam featuring R.K.M & Ken-Y)
- 2004: Me Estoy Muriendo (Nicky Jam featuring R.K.M & Ken-Y)
- 2004: Si La Ves (featuring Don Omar)
- 2005: Ando Solo (Polaco featuring Ken-Y
- 2006: La Noche Más Triste (Lito & Polaco) featuring Ken-Y
- 2006: Tengo Un Amor [Remix] (Toby Love featuring R.K.M & Ken-Y)
- 2007: Quizás [Remix] (Tony Dize featuring Ken-Y)
- 2007: En Que Fallamos [Remix] (Ivy Queen featuring Ken-Y
- 2007: Fans (Tito El Bambino featuring R.K.M & Ken-Y)
- 2007: ¿Quién Me Iba A Decir? [Remix] (David Bisbal featuring R.K.M & Ken-Y)
- 2007: Si Ya No Estás (N'Klabe featuring R.K.M & Ken-Y)
- 2007: La Amas Como Yo (Karis featuring Ken-Y)
- 2007: Mar y Cielo (José Feliciano) featuring R.K.M & Ken-Y)
- 2007: Gas Pela (Nicky Jam featuring R.K.M)
- 2007: Ton Ton Ton  (Nicky Jam featuring R.K.M & Ken-Y)
- 2007: Quédate Con Él (Nicky Jam featuring Ken-Y & Cruzito)
- 2008: Quién Dijo Amigos [Remix] (Ana Isabelle featuring R.K.M & Ken-Y
- 2008: Vicio Del Pecado (featuring Héctor Acosta)
- 2009: Te Amo [Remix] (Makano featuring R.K.M & Ken-Y)
- 2009: El Perdedor [Remix] (Aventura featuring Ken-Y)
- 2009: Tu Primera Vez (Hector Acosta featuring R.K.M & Ken-Y)
- 2009: No Hay Nadie Mas (Nicky Jam featuring R.K.M)
- 2009: El Culpable Soy Yo [Remix] (Cristian Castro featuring R.K.M & Ken-Y)
- 2009: One In A Million (Ken-Y featuring Cruzito)
- 2009: Se Apagó La Llama (Chino & Nacho featuring R.K.M & Ken-Y)
- 2009: Mi Amor Es Pobre (Tony Dize featuring Arcángel & Ken-Y
- 2010: Mi Delirio [Remix] (Anahí featuring Ken-Y)
- 2010: El Doctorado [Remix] (Tony Dize featuring Ken-Y & Don Omar)
- 2010: Lloras (featuring Plan B)
- 2010: Déjame Entrar (featuring Marcos Yaroide)
- 2011: Besame [Remix] Feat.(Nova y Jory)
- 2011: Tus Recuerdos Son Mi Dios Ft. (Pipe Calderon)
- 2011: El Doctorado [Remix] (Tony Dize) Feat. R.K.M & Ken-Y
- 2011: Solo Pienso En Ti [Remix](Jerry Rivera)Feat.Ken-Y
- 2011: Pienso en Ti (Remix)(Eloy) Ft. R.K.M & Ken-Y
- 2012: 3 Pa 3 (RKM Feat Maldy & Lennox)